# Leptochilus michelbacheri
Leptochilus michelbacheri är en stekelart som först beskrevs av Richard Mitchell Bohart 1948.  Leptochilus michelbacheri ingår i släktet Leptochilus och familjen Eumenidae. Inga underarter finns listade i Catalogue of Life.